# Белвил (Рона)
Белвил (фр. Belleville) насеље је и општина у источној Француској у региону Рона-Алпи, у департману Рона која припада префектури Вилфранш сир Саон.
По подацима из 2011. године у општини је живело 7966 становника, а густина насељености је износила 764,49 становника/km². Општина се простире на површини од 10,42 km². Налази се на средњој надморској висини од 191 метар (максималној 225 m, а минималној 169 m).

## Демографија
| 1962. | 1968. | 1975. | 1982. | 1990. | 1999. | 2011. |
| ----- | ----- | ----- | ----- | ----- | ----- | ----- |
| 4.040 | 5.837 | 6.360 | 6.397 | 5.935 | 5.840 | 7.966 |

График промене броја становника у току последњих година